# Xiangjiaba
Die Großgemeinde Xiangjiaba (chinesisch 向家坝镇, Pinyin Xiàngjiābà Zhèn) ist der Hauptort der kreisfreien Stadt Shuifu der bezirksfreien Stadt Zhaotong im Nordosten der chinesischen Provinz Yunnan. Der Gemeindecode ist 530630101. Die Fläche beträgt 124,1 Quadratkilometer und die Einwohnerzahl 72.283 (Stand: Zensus 2010).
Die Großgemeinde setzt sich aus sieben Einwohnergemeinschaften (Shuangjiang, Renminlu, Xinghualu, Tuanjielu, Tianba, Wenquan und Anjiang) und neun Dörfern (Manao, Gaotan, Xinshou, Xin′an, Louba, Shuihe, Dachi, Yong′an und Shuidong) zusammen.